# Dennis Melander
Dennis Melander, född 19 januari 1983 i Trelleborg, är en svensk före detta fotbollsspelare (försvarare) som spelade hela sin karriär för Trelleborgsbaserade lag, först för Trelleborgs FF, senare för IFK Trelleborg.

## Karriär
Melander spelade i Trelleborgs FF säsongerna 2002-2012. Inför säsongen 2013 erbjöds han inget kontrakt med TFF och gick istället över till den lokala konkurrenten IFK Trelleborg i division 3.